# Black Nail Cabaret
A Black Nail Cabaret egy magyar synth noir duó, melyet Árvai-Illés Emese énekes és Tarr Zsófia billentyűs 2008-ban alapított.

## Történet
Élőben 2010-ben mutatkoztak be Budapesten. Debütáló albumuk, az Emerald City, 2012. május 29-én jelent meg saját kiadásban. A lemezzel megjárták Dániát és Németországot is, Magyarországon pedig játszottak a svéd Covenant és a német De/Vision előtt.
Emese és a zenekar állandó producere, Árvai Krisztián 2012-ben Londonba költöztek, így leginkább online zajlott az ötletelés és a dalírás. Második albumuk, a Harry Me, Marry Me, Bury Me, Bite Me 2015. május 12-én jelent meg a német Basic Unit Productions illetve az észak-amerikai Negative Gain Productions gondozásában. A Black Nail Cabaret 2015 márciusában a német Camouflage és Solar Fake zenekarokkal turnézott, amely keretein belül 10 német nagyvárosban adtak koncertet.
Tarr Zsófia 2016 júliusában elhagyta a zenekart, hogy zeneileg más vizekre evezzen. Árvai Krisztián lépett elő teljeskörű tagként, első koncertjüket ebben a felállásban 2016 decemberében adták a malmői ElectriXmas nevű fesztiválon, Svédországban. 2016 december 23-án jelent meg a duó 3. stúdióalbuma Dichromat címmel, szintén a német Basic Unit Productions gondozásában.
Emese és Krisztián az Ultranoire frontemberével, Josef Stapellel közösen 2018 őszén megalapította a Dichronaut Records lemezkiadót. A Black Nail Cabaret 4. nagylemeze Pseudopop címen már a Dichronaut gondozásában jelent meg 2018 novemberében.

## Egyéb projektek
A csapat tagjai a Black Nail Cabaret mellett más formációkban is aktívak: Emese közreműködött a német elektronikus zenész Daniel Myer experimentális elektronika projektjének, az Architectnek legújabb albumán, Zsófi pedig Temesvári Balázs zeneszerző biodark projektjével, az I.O.N-nal, illetve a ROSINFLUX-szal is fellépett.
A zenekar billentyűse, Árvai Krisztián Laborant néven 2022-ben egy kísérletező albumot jelentetett meg Visions címmel.
Ezen az albumon különböző énekesekkel dolgozott együtt.

## Tagok
Jelenlegi tagok
- Árvai-Illés Emese – ének, billentyűsök
- Árvai Krisztián – billentyűsök

Korábbi tagok
- Tarr Zsófia – billentyűsök, vokál

Korábbi rendszeres vendégfellépők
- Nováky Zsuzsanna 'Susy' – vokál, performansz
- Tímár Tímea – performansz
- Láng Veronika – basszgitár

## Diszkográfia
- Emerald City (2012)
- Harry Me, Marry Me, Bury Me, Bite Me (2015)
- Steril (EP (minialbum)) (2015)
- Dichromat (2016)
- Pseudopop (2018)
- Gods Verging On Sanity (2020)
- Pseudopop – Remastered (2022)
- Black Nail Cabaret & Friends - Woodland Memoirs (2023)

## További információ
- Hivatalos Black Nail Cabaret weboldal
- A Black Nail Cabaret hivatalos Facebook oldala
- A Black Nail Cabaret hivatalos Twitter oldala
- A Black Nail Cabaret Bandcamp oldala